# Popolo e Territorio
Ludzie i Ziemia (wł. Popolo e Territorio) – grupa parlamentarna założona we włoskiej Izbie Deputowanych XVI kadencji, początkowo jako Inicjatywa Odpowiedzialna (wł. Iniziativa Responsabile). Nowy klub poselski utworzyło 20 stycznia 2011 dwudziestu jeden deputowanych, wybranych z różnych list wyborczych i należących do różnych ugrupowań centroprawicowych. Inicjatywa Odpowiedzialna skupiła parlamentarzystów wspierających Lud Wolności i rząd Silvia Berlusconiego.
Do frakcji parlamentarnej przystąpiło 6 posłów partii My Południe, 4 posłów partii Ludowcy Włoch Jutra, jedyny deputowany Sojuszu Centrum na rzecz Wolności, ośmiu posłów z różnych ugrupowań (w tym 4 z Przyszłości i Wolności). Nowy klub poselski z przyczyn technicznych zasiliło też dwóch deputowanych Ludu Wolności (pozostających członkami tej partii). Przewodniczącym był Elio Vittorio Belcastro, następnie funkcję tę przejął Silvano Moffa. W kolejnych miesiącach klub poselski zasilali kolejni parlamentarzyści, a liczba deputowanych wzrosła do blisko 30. Pod koniec kadencji frakcja liczyła około 20 posłów.